# Repertorio de Vituperios Musicales

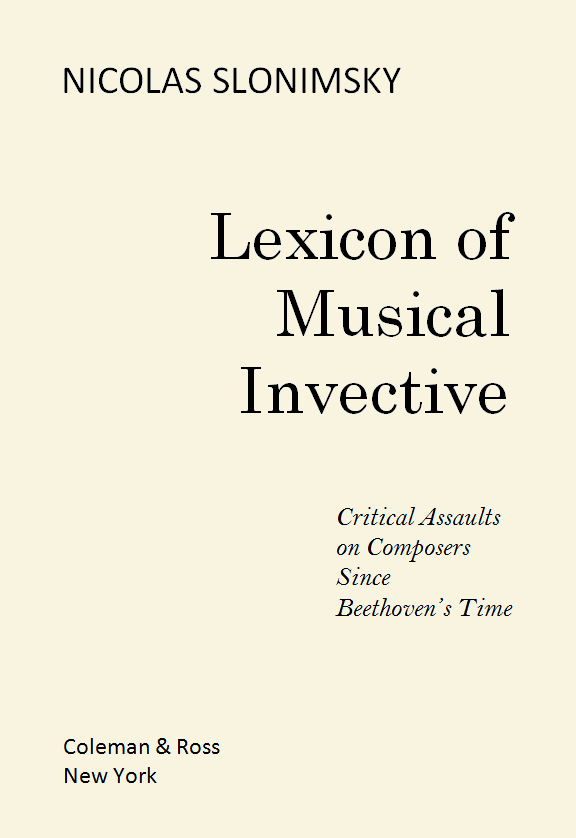
Portada de la edición estadounidense.

El Repertorio De Vituperios Musicales (en inglés, Lexicon of Musical Invective) es un libro musicológico estadounidense de Nicolas Slonimsky publicado en 1953, revisado y aumentado en 1965. Se presenta como una antología de críticas negativas hacia obras de música clásica reconocidas más tarde como obras maestras, y a compositores considerados como maestros, desde Beethoven hasta Varèse.
El libro está dividido en dos secciones. Las críticas dirigidas a los compositores según una clasificación alfabética — de Bartók a Webern, y por orden cronológico cada uno de ellos — están seguidos por un Invecticon, o « Indice de vituperios », que propone una lista de entradas temáticas que clasifican esas críticas según una palabra clave  — de « aberración » a « zoo ».
Esta doble presentación permite al musicólogo exponer los métodos y estilo empleados en la prensa — desde la crítica en versos hasta comparaciones inesperadas, provocando un efecto cómico —  para ridiculizar las obras musicales novedosas ante los lectores. La yuxtaposición de esas críticas, que ponen en perspectiva dos siglos de tendencias estéticas diferentes, provocan un efecto de chiste recurrente por su rechazo constante hacia la novedad en las artes.  
El Lexicon of Musical Invective es una obra de referencia, en particular para los biógrafos de compositores del siglo XIX y de la primera mitad del siglo XX. Sus artículos son la fuente musicológica principal del Diccionario de la estupidez y de los errores de juicio de Guy Bechtel y Jean-Claude Carrière publicado en 1965. Los conceptos elaborados por Nicolas Slonimsky para la música clásica han sido aplicados más tarde en el campo del rock, de la pop y de otras corrientes más recientes. 